# گردشگری در جنوبگان

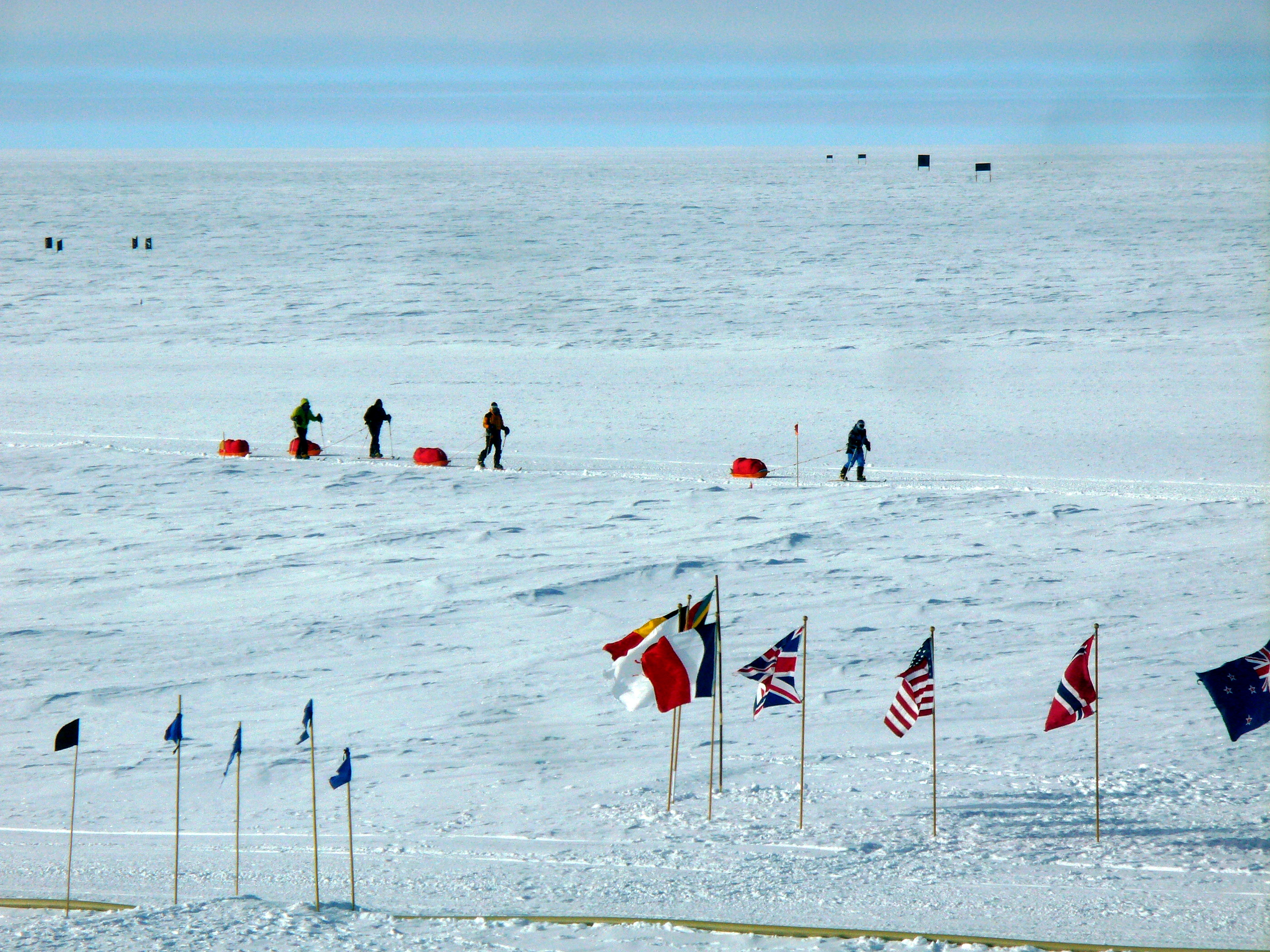
گروهی از اسکی بازان پس از تراورس زمینی به قطب جنوب می‌رسند، دسامبر ۲۰۰۹

گردشگری در قطب جنوب با گردشگری دریایی در دههٔ ۱۹۶۰ آغاز شد. گشت‌های تفریحی در قالبِ پروازهای هوایی به جنوبگان نیز در دههٔ ۱۹۷۰ با پروازهای تفریحیِ خطوط هوایی استرالیا و نیوزیلند آغاز و پس از وقفه‌ای در دههٔ ۱۹۹۰ دوباره از سر گرفته شد. سفر با قایق‌های بادبانی خصوصی در اواخر دههٔ ۶۰ آغاز شده‌است.

## زمان تورها
بیشترِ تورها در تابستان انجام می‌گیرد و از نوامبر تا مارس طول می‌کشد. برآوردها نشانگر اینست که در حدودِ ۱۴٬۷۶۲ بازدیدکننده در سالِ ۱۹۹۹–۲۰۰۰ با کشتی به به قطب جنوب رفته‌اند.

## ورود به جنوبگان
شرکت‌های گردشگری بر اساسِ پیمان نامه قطب جنوب نیاز به گرفتنِ مجوز برای بازدید از جنوبگان دارند.

## فاجعهٔ کوه اربوس

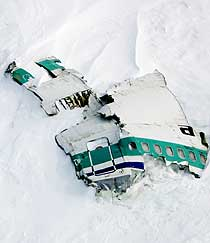
بیشتر لاشهٔ پرواز شمارهٔ ۹۰۱ بر روی دامنه‌های کوه اربوس باقی‌مانده‌است. این عکس در بیست و پنجمین سالگرد وقوع حادثه در سال ۲۰۰۴ گرفته شده و بخشی از از قسمت فوقانی بدنهٔ هواپیمای ساقط‌شدهٔ دی‌سی-۱۰ را نشان می‌دهد.

پروازهای هوایی نیوزیلند در تاریخ ۱۵ فوریه ۱۹۷۷ شروع شدند و شش بار در سال ۱۹۷۷، چهار بار در سال ۱۹۷۸ و چهار در سال ۱۹۷۹ تورهایی تفریحی را سامان دادند. آخرین پرواز هوایی نیوزیلند پرواز شماره ۹۰۱ ایر نیوزیلند بود که در تاریخِ ۲۸ نوامبر ۱۹۷۹ به کوه اربوس در جزیره راس برخورد کرد که در نتیجهٔ آن تمامی ۲۳۷ مسافر و ۲۰ خدمه پرواز کشته شدند. از این سانحه عموماً با عنوان «فاجعهٔ کوه اربوس» یاد می‌شود.